# Neacomys amoenus
Neacomys amoenus és una espècie de mamífer rosegador de la família dels cricètids. Viu a altituds d'entre 200 i 750 msnm a Bolívia, el Brasil, l'Equador i el Perú. Es tracta d'un animal terrestre, nocturn i solitari que es nodreix d'insectes, fruita, llavors i altres tipus de matèria vegetal. És un ratolí més aviat gros. En un primer moment, fou descrit com a subespècie de N. spinosus. El seu nom específic, amoenus, significa ‘agradable’ en llatí.